# NGC 730
NGC 730 – gwiazda o jasności około 14m znajdująca się w gwiazdozbiorze Ryb. Zaobserwował ją Guillaume Bigourdan 7 listopada 1885 roku i błędnie skatalogował jako obiekt typu mgławicowego.